# Tatsuya Enomoto
Tatsuya Enomoto (榎本 達也, Enomoto Tatsuya) est un footballeur japonais né le 16 mars 1979. Il est gardien de but.

## Biographie
Tatsuya Enomoto participe à la Coupe du monde des moins de 20 ans 1999 avec le Japon, où il officie comme gardien remplaçant.

## Palmarès
- Finaliste de la Coupe du monde des moins de 20 ans 1999 avec le Japon
- Champion du Japon en 2003 et 2004 avec le Yokohama F. Marinos
- Vainqueur de la Coupe de la Ligue japonaise en 2001 avec le Yokohama F. Marinos